# 17 Tétis
17 Tétis é um asteroide situado na cintura de asteroides. É do tipo S e tem a sua superfície levemente brilhante pelos silicatos lá existentes.
Tétis foi descoberto por Karl R. Luther  a 17 de Abril de 1852 em Düsseldorf e foi nomeado em honra de Tétis, uma nereida, ou ninfa do mar, que foi a mãe de Aquiles.